# Þorsteinn Löve
Jóhann Þorsteinn Davíðsson Löve (* 29. Juli 1923 in Hvammur, Dýrafirði; † 10. April 2002 in Malmö, Schweden) war ein isländischer Leichtathlet.

## Werdegang
Þorsteinn Löve wuchs in Ísafjörður und zog 1951 nach Reykjavík. Dort wurde er in den Nationalkader aufgenommen und belegte bei den Olympischen Sommerspielen 1952 in Helsinki im Diskuswurfwettkampf den 24. Platz. Im Herbst 1954 stellte er mit einer Weiter von 54,28 m einen neuen nationalen Rekord im Diskuswurf auf.
Später lebte er bis zu seinem Tod drei Jahrzehnte in der schwedischen Stadt Malmö.